# Кодекс мести (фильм, 1985)
Кодекс мести (англ. Code Of Vengeance) — был ответвлённой франшизой телесериала «Рыцарь дорог» с Чарльзом Тейлором (Charles Taylor) в роли Дэвида Далтона (David Dalton). Это был пробный показ эпизода «Mouth of the Snake: Part 1» сериала «Рыцарь дорог» 1984 года. В эфире были показаны два телевизионных фильма и два дополнительных эпизода.

## Описание сюжета
Дэвид Далтон является ветераном Вьетнама и путешествует по Америке, помогая в жизни людей побеждать правосудию. Убийство, торговля наркотиками и оружием — всё это занимает героя фильма Далтона. Никто не знает, кто он такой и откуда взялся. Но для женщины, которой он помогает отомстить за убийство её брата, он — настоящий герой.

## Эпизоды
| Название                     | Формат                | Дата показа    |
| ---------------------------- | --------------------- | -------------- |
| Code of Vengeance            | двухчасовой телефильм | 20 июня 1985   |
| Dalton: Code of Vengeance II | двухчасовой телефильм | 11 мая 1986    |
| Rustler’s Moon               | одночасовой эпизод    | 27 июля 1986   |
| The Last Hold Out            | одночасовой эпизод    | 2 августа 1986 |